# Episodi di Don Matteo (quarta stagione)

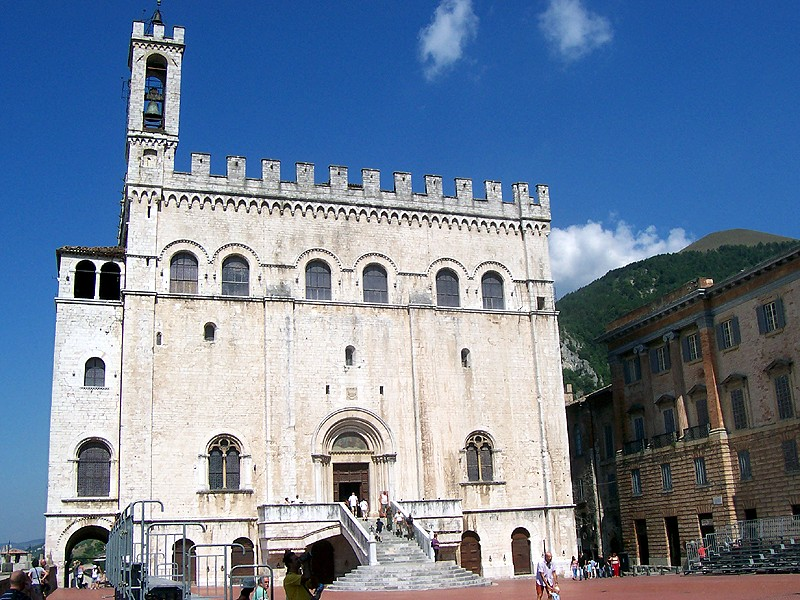
Una veduta della facciata del Palazzo dei Consoli di Gubbio dove è stata inquadrata più volte nella serie come scenografia dalla prima all'ottava stagione.

La quarta stagione della serie televisiva italiana Don Matteo, dal titolo Don Matteo 4, è andata in onda in prima visione TV in prima serata su Rai 1, a partire dal 19 febbraio 2004 fino al 6 maggio 2004.
In questa stagione il cast principale presenta qualche novità più significativa rispetto alle scorse stagioni: tanto per cominciare, viene introdotta la figura di Laura Respighi (Milena Miconi), destinata ad iniziare una relazione con il capitano. Vengono apportate inoltre due sostituzioni rilevanti: l’una all’interno della canonica, che vede l’addio di Nerino (Claudio Ricci), rimpiazzato da Camilla; l’altra all’interno della caserma, che vede la sostituzione (momentanea) del brigadiere Ghisoni (Pietro Pulcini) con l’appuntato Linetti (Andrea Cereatti). Escono invece di scena senza rimpiazzo le figure di nonna Elide (Evelina Gori) e del Vescovo (Renato Carpentieri). Per quanto riguarda il cast secondario le figure più ricorrenti sono quelle di Caterina (Caterina Sylos Labini), Patrizia (Pamela Saino) e Assuntina (Giada Arena).
| nº | Titolo                       | Prima TV Italia  |
| -- | ---------------------------- | ---------------- |
| 1  | Campagna elettorale          | 19 febbraio 2004 |
| 2  | Delitto in biblioteca        | 19 febbraio 2004 |
| 3  | Mio padre è stato in carcere | 26 febbraio 2004 |
| 4  | Debito per la vita           | 26 febbraio 2004 |
| 5  | Gara di ballo                | 4 marzo 2004     |
| 6  | Morte all'alba               | 4 marzo 2004     |
| 7  | Comma 23                     | 11 marzo 2004    |
| 8  | Il calice avvelenato         | 11 marzo 2004    |
| 9  | La valigia                   | 18 marzo 2004    |
| 10 | L'amore rubato               | 18 marzo 2004    |
| 11 | I volteggi del cuore         | 25 marzo 2004    |
| 12 | Delitto in diretta           | 25 marzo 2004    |
| 13 | Indagine riservata           | 1º aprile 2004   |
| 14 | L'estraneo                   | 1º aprile 2004   |
| 15 | Misteri e bugie              | 8 aprile 2004    |
| 16 | Dietro il sipario            | 8 aprile 2004    |
| 17 | Merce preziosa               | 15 aprile 2004   |
| 18 | Il dono                      | 15 aprile 2004   |
| 19 | Il sospetto                  | 22 aprile 2004   |
| 20 | La legge del caso            | 22 aprile 2004   |
| 21 | Cuori solitari               | 29 aprile 2004   |
| 22 | Vacche grasse, vacche magre  | 29 aprile 2004   |
| 23 | Il delitto del biberon       | 6 maggio 2004    |
| 24 | Tre spari nel buio           | 6 maggio 2004    |

## Campagna elettorale
- Diretto da: Andrea Barzini
- Scritto da: Anna Samueli e Francesco Balletta

### Trama
Il giornalista Daniele Fano si candida a sindaco di Gubbio. Uno degli obiettivi del suo partito è l'istituzione di un parco nazionale nei pressi di Gubbio, cosa che naturalmente incontra la resistenza dei proprietari terrieri interessati. Una mattina, Daniele viene trovato morto nella sua auto e diventa subito chiaro che è vittima di un omicidio. Attraverso diverse testimonianze, il criminale condannato Ivan Benelli viene collegato all'omicidio e alla fine viene arrestato. Si sospetta che abbia semplicemente eseguito il crimine e che uno dei proprietari terrieri lo abbia assoldato. Benelli, tuttavia, nega di avere alcun coinvolgimento nell'omicidio. Don Matteo alla fine incappa in un'altra pista tra le carte dell'uomo morto. Nel corso del suo lavoro giornalistico, Daniele era sulle tracce di trafficanti di esseri umani e ci è arrivato molto vicino. Don Matteo continua la sua indagine in questa direzione e, insieme al Maresciallo Cecchini, trova il vero assassino. Nel frattempo, Laura Respighi, la candidata sostituta che ha preso in mano la candidatura a sindaco dopo la morte di Daniele, porta ripetutamente alla disperazione il Capitano Anceschi. Ad Anceschi viene affidato il compito di proteggere Laura, poiché non si possono escludere motivazioni politiche per l'omicidio di Daniele, ma Laura non è entusiasta e lo comunica al Capitano. Nel frattempo, il Capitano si sta preparando per il suo primo incontro con una conoscenza di internet, ignaro che anche questa conoscenza sia Laura.
- Altri interpreti: Francesco Carnelutti (Elia Fano), Eleonora Gaggioli (Claudia Tacconi), Renzo Stacchi (Ivan Benelli), Edoardo Sylos Labini (Daniele Fano), Alberto Rossi (Remo Baldini), Claudio Ricci (Nerino Bertolacci)
- Nota. In questo episodio, oltre a Laura, fa il suo ingresso un nuovo personaggio: l'appuntato dei Carabinieri Linetti. Il giovane entra in sostituzione del brigadiere Ghisoni, senza che però sia specificato il motivo per il quale Ghisoni non presta più servizio nella caserma di Gubbio. Di Linetti si sa solo che è nativo del Nord Italia e che ha una condotta irreprensibile. Linetti sarà presente per tutta la quarta stagione, e uscirà anche lui di scena senza che si faccia riferimento al motivo, per essere a sua volta sostituito dal rientrato brigadiere Ghisoni.
- Ascolti Italia: telespettatori 8 110 000 – share 27,18%[2]

## Delitto in biblioteca
- Diretto da: Giulio Base
- Scritto da: Domenico Saverni e Alessandro Bencivenni

### Trama
È tarda sera, e un professore si trova nella biblioteca di una basilica di Città del Vaticano. Il custode gli fa notare che è orario di chiusura, ma lui vuole rimanere ancora qualche minuto. Il custode si allontana, e qualcuno spinge violentemente il professore giù dal piano della biblioteca, uccidendolo. Il cardinale del luogo ricorda che, quando si trovava in missione in Amazzonia, il suo amico don Matteo aveva un innato talento investigativo. Per questo motivo fa venire a Roma il parroco di Gubbio e gli chiede, in nome della loro antica amicizia, di risolvere questo scottante caso. Il prete accetta ma chiede che ad aiutarlo ci siano il capitano Anceschi e il maresciallo Cecchini, che sono i carabinieri con i quali ha risolto molti casi a Gubbio. La presenza di due militari nell'ambiente ecclesiastico non permetterebbe di indagare con discrezione, quindi i due dovranno fingere di essere seminaristi: Anceschi si chiamerà Alvise e Cecchini si chiamerà Serafino.
Intanto, un'assistente sociale porta a Gubbio una bambina di sette anni di nome Camilla Condori, nata in Bolivia da una missionaria laica italiana. La piccola viene affidata temporaneamente al sindaco Laura Respighi, e dichiara di essere la figlia di don Matteo: in realtà la madre di Camilla era in missione umanitaria insieme a don Matteo, che fu padrino di battesimo della bambina. Prima di morire a causa di un grave incidente, la madre ha chiesto, tramite il testamento, che sua figlia fosse affidata a don Matteo; ma ora il sacerdote è in Vaticano. Nella biblioteca dove è avvenuto il delitto, i nostri scoprono l'esistenza di un passaggio segreto che forse è stato utilizzato proprio dall'assassino per cogliere di sorpresa la sua vittima. Accanto al cadavere sono stati ritrovati dei granelli di un rosario e un registratore rotto. I tecnici della Polizia Scientifica riescono a recuperare l'ultima registrazione: il professore stava leggendo il contenuto di un censimento effettuato ai tempi di Gesù Cristo, poi l'urlo dell'uomo mentre precipitava giù. I nostri scoprono che una giovane restauratrice che conosceva la vittima ha rubato un'importante edizione di un Vangelo; la ragazza viene arrestata perché si ritiene che sia stata sorpresa dal professore mentre rubava e lo abbia voluto eliminare perché era un testimone scomodo.
- Altri interpreti: Vanni Materassi (vescovo), Eva Deidda (Angelina), Andrea Beltramo (Giacomo), Andrea Castaldi (Lorenzo), Paolo Macedonio (Padre Verardo), Claudio Ricci (Nerino Bertolacci)
- Ascolti Italia: telespettatori 7 447 000 – share 27,96%[2]

## Mio padre è stato in carcere
- Diretto da: Giulio Base
- Scritto da: Duccio Camerini

### Trama
Vanni Bertolacci, il padre di Nerino, ha quasi scontato la sua pena e sta per uscire di prigione. Era stato arrestato quattro anni prima per una rapina a mano armata. Ora, il capitano Anceschi e un suo superiore vorrebbero che Vanni si infiltrasse nella banda con cui aveva compiuto quella rapina, allo scopo di raccogliere le prove per poter arrestare i componenti. Infatti la banda è diventata una vera e propria organizzazione criminale, dedita non solo a rapine ma anche a stupri e omicidi. Inizialmente, Vanni non ha nessuna intenzione di collaborare con i Carabinieri perché sa che essere un infiltrato significa rischiare la vita. Anceschi, però, gli fa capire che aiutando le forze dell'ordine ad assicurare alla giustizia quei delinquenti assassini gli permetterebbe di riscattarsi definitivamente agli occhi dell'opinione pubblica ma soprattutto di suo figlio Nerino. Vanni, che grazie all'assistente sociale ha già trovato un piccolo appartamento in affitto e un lavoro come guardiano del museo comunale, accetta di infiltrarsi. L'operazione deve però rimanere segreta, e il capitano Anceschi riceve l'ordine di non parlarne con nessuno dei membri della caserma di Gubbio, nemmeno con il maresciallo Cecchini, che rivelerebbe subito la cosa a don Matteo. Cecchini, però, essendo preoccupato per Nerino, vorrebbe controllare Vanni, e quindi Anceschi è costretto a rinfacciare al suo maresciallo il fatto che pur avendo quasi mezzo secolo non ha ancora ottenuto quella famosa promozione. Cecchini si sente offeso da quelle parole e crede che Anceschi non si fidi più di lui. Vanni si è infiltrato, e riceve dal capobanda l'incarico di compiere una rapina all'armeria insieme con altri delinquenti. Nella rapina, questi ultimi riescono a rubare molte armi, ma Bertolacci viene lievemente ferito al braccio da un colpo di pistola sparato dal titolare del negozio. Nerino nota sia la ferita al braccio e sia il fatto che suo padre è sempre nervoso e preoccupato e frequenta cattive compagnie: il ragazzo crede che Vanni abbia ricominciato a delinquere.
- Altri interpreti: Ubaldo Lo Presti (Vanni Bertolacci), Manrico Gammarota (capobanda Gaspare Tiburzi), Lele Vannoli (complice di Tiburzi), Mario Marenco (colonnello), Enzo Marcelli (Enzo), Claudio Ricci (Nerino Bertolacci)
- Nota. L'episodio è incentrato su Nerino, il ragazzino che è stato co-protagonista nelle prime tre stagioni della serie, e su suo padre Vanni Bertolacci, che era stato presente in due episodi della prima stagione. Entrambi escono di scena in maniera definitiva in questo episodio.
- Ascolti Italia: telespettatori 5 592 000 – share 20,76%[2]

## Debito per la vita
- Diretto da: Giulio Base
- Scritto da: Carlo Mazzotta

### Trama
Il capitano Anceschi e Natalina vanno casualmente a fare la spesa nello stesso supermercato, dove irrompe uno sconosciuto coperto da un passamontagna e armato di pistola, il quale minaccia la cassiera chiedendole tutti i soldi. Il rapinatore, innervosito dalle grida di Natalina, spara al capitano Anceschi e lo ferisce in maniera gravissima; poi scappa via. 
Il capitano viene subito portato in ospedale, e il medico dice che per salvargli la vita occorre una trasfusione di sangue. Tuttavia né Don Matteo, né il maresciallo Cecchini, né Natalina, né Laura Respighi né Pippo hanno il sangue dello stesso gruppo di Anceschi. La situazione è disperata, ma una ragazza che non ha mai avuto a che fare con il capitano ha il sangue del suo stesso gruppo e si rende disponibile a donarlo. 
Nel frattempo Cecchini e i suoi uomini arrestano Nicola Venturi, proprietario di una auto bianca vista dai testimoni, che era stato licenziato pochi giorni fa dal supermercato e avrebbe fatto la rapina per vendicarsi. In seguito alla trasfusione, Anceschi è completamente fuori pericolo, ma non può tornare a casa da solo, e don Matteo gli propone di trascorrere la convalescenza in canonica. Il capitano accetta e già il giorno successivo ha la forza di uscire per andare a casa della ragazza che gli ha salvato la vita con l'intenzione di ringraziarla, ma la trova morta. Apparentemente si tratta di un suicidio, ma Anceschi non riesce a crederci e chiede a Cecchini se la ragazza sia stata uccisa o no, poi chiede aiuto a Don Matteo ad indagare insieme interrogando Gianni Nittoli (titolare del supermercato) e Dario Marini, il suo vice. Mentre annaffia i fiori del giardino della vittima, Anceschi, scopre un mazzo di rose comprate dal fioraio e trova un biglietto scritto da Nittoli il proprietario del supermercato e riferisce a Cecchini che aveva un appuntamento con la ragazza nel giorno del delitto. 
Intanto il RIS scopre che la posizione della vittima non è compatibile con un'ipotesi di suicidio, ma di omicidio e trovano delle impronte nella ringhiera. Il capitano e Cecchini interrogano Nittoli per il motivo dell'appuntamento con Elena Lorenzi ed egli rivela che all'inizio aveva offerto senza successi dei soldi a Elena Lorenzi per comprare il terreno dove lei coltivava i prodotti biologici per costruire un nuovo supermercato; in seguito, però, si era innamorato di lei e aveva una relazione ed aveva deciso di finanziare il progetto che voleva realizzare la vittima, vale a dire il negozio dove vendeva i suoi prodotti. 
Dopo l'interrogazione i due carabinieri fanno firmare a Nittoli la deposizione per poi mandare la penna al RIS per confrontare le impronte trovate nel luogo del delitto. 
Nel frattempo, al supermercato Natalina chiede a Don Matteo di leggere se nel barattolo di pomodori ci sono i conservanti perché quest'ultima l'aveva chiesto ad un dipendente che però non aveva gli occhiali. Subito dopo Natalina indica a Don Matteo proprio Marini che nel giorno della rapina non aveva gli occhiali e poi scopre un elenco sulle targhe auto dei dipendenti tra i quali spicca il nome di Nicola Venturi. 
Alla fine, Anceschi scopre che non è stato Nittoli a lasciare le impronte sulla ringhiera nel luogo del delitto e don Matteo gli riferisce che l'assassino è colui che ha organizzato la rapina al supermercato, ovvero Dario Marini e suo fratello, che ha un'auto bianca uguale a quella di Venturi.
Marini è quindi arrestato dopo aver confessato di aver organizzato sia la rapina sia l'uccisione della ragazza. Questo perché il fratello di Dario è il proprietario del terreno coltivato da Elena e quest'ultima lo aveva preso in affitto, ma ora voleva mandare via Elena perché avrebbe guadagnato di più vendendo il terreno a Nittoli. Dario, incaricato dal fratello, aveva quindi rapinato il supermercato per vendicarsi che Nittoli aveva deciso di non comprare più il terreno e aveva ucciso Elena come testimone scomoda.
Venturi viene assunto da Nittoli in un negozio biologico grazie all'aiuto di Don Matteo e di Anceschi che ormai guarito può tornare a casa.
- Altri interpreti: Mario Marenco (colonnello), Paolo Fosso (Nicola Venturi), Tiziana Rocca (Giovanna), Fabio Camilli (Dario Marini), Silvia Annicchiarico (Giovanna Metro), Riccardo Diana (Dario Metro), Susanna Smith (Gioia Sala), Veronica Barbatano (Elena Lorenzi), Massimo Zorzan (Gianni Nittoli)
- Ascolti Italia: telespettatori 5 805 000 – share 21,68%[2]

## Gara di ballo
- Diretto da: Giulio Base
- Scritto da: Massimo Torre

### Trama
Il Comune di Gubbio organizza una gara di ballo, che vedrà sfidarsi separatamente i dilettanti e i professionisti. Tra i dilettanti, il maresciallo Cecchini (che già in passato ha vinto competizioni amatoriali) parteciperà con sua moglie Caterina mentre Natalina ballerà con Pippo, nonostante quest'ultimo sia totalmente incapace. Tra i professionisti, il favorito è Loris Guazza, un ballerino di fama regionale, che gareggerà insieme alla fidanzata Evelina De Magistris. 
Evelina è l'unica figlia di Ettore De Magistris, noto farmacista eugubino, che è assolutamente contrario alla relazione tra sua figlia e il ballerino: una sera, Evelina esce di casa perché Loris la sta aspettando, ma Ettore la afferra con violenza e la costringe a rientrare. Lei si ribella e pretende di essere autonoma, rinfacciando al padre la vicenda di un certo Gabriele, ma il padre la colpisce con uno schiaffone in faccia. Evelina, piangendo, urla ad Ettore tutto il suo odio e corre da Loris, che dice di amarla come non ha mai amato nessuna.
Si svolgono le prove: Evelina e Loris ballano per parecchio tempo, fino a quando lui vuole fare una sosta per bere. Dopo aver sorseggiato una bibita, il ballerino si sente male e cade a terra. Alle prove è presente anche Sartori, un medico legale, che subito stabilisce che il giovane è morto. 
Sartori esegue l'autopsia su Loris, e stabilisce che la vittima è deceduta perché nella bottiglia di plastica contenente la bibita è stato iniettato un farmaco a cui Loris era allergico. Poiché questo farmaco è utilizzato abitualmente da Ettore De Magistris per curarsi da un disturbo nervoso, il farmacista viene subito accusato dell'omicidio e arrestato. L'uomo ha un movente e non cerca di discolparsi: la sua colpevolezza sembra certa, ma Silvana, moglie di Ettore e madre di Evelina, è assolutamente convinta dell'innocenza di suo marito e chiede aiuto a don Matteo. Questi, infatti, ha nel frattempo ricevuto da Evelina la richiesta di officiare il funerale di Loris, ma il giovane è già stato cremato e il dottor Sartori è titubante a restituirgli le ceneri. In seguito Sartori scopre che sulla bottiglia ci sono le impronte digitali di Silvana e non di Ettore, ma Silvana si dichiara innocente ed Ettore non smentisce, cosicché Don Matteo comincia a sospettare di un piano architettato da Evelina e/o dallo stesso dottor Sartori. I sospetti aumentano quando il prete scopre che Sartori aveva dei debiti di gioco con Loris.
Il caso si complica ulteriormente quando i Carabinieri trovano che Loris era stato in carcere per aver rilasciato certificati falsi e organizzato giochi d'azzardo clandestini.
Ettore (ancora detenuto) confessa a Don Matteo che sapeva dei crimini di Loris, aveva cercato quindi di proteggere Evelina impedendole di frequentare il ballerino e ora, sentendosi estremamente in colpa, ha lasciato a Evelina la sua eredità affinché ella possa trasferirsi nella sua meta preferita, Santo Domingo, senza però dirle la verità su Loris. Don Matteo convince quindi Ettore a scrivere una lettera ad Evelina per raccontarle la verità. La ragazza vuole inizialmente stracciare la lettera, poi ci ripensa e a quel punto è titubante sul partire per Santo Domingo. Don Matteo allora ha l'intuizione di suggerire a Cecchini di farsi dare la lista dei biglietti aerei per Santo Domingo, scoprendo che Evelina non lo ha ancora comprato, ma che uno è invece stato comprato da Loris Guazza. 
Don Matteo si reca quindi da Sartori, il quale confessa che nella bottiglia non c'era il farmaco assunto da Ettore ma una sostanza che provoca una morte apparente per alcune ore se assunto in overdose: il dottore non aveva infatti i soldi per pagare Loris, quindi quest'ultimo gli aveva chiesto di farlo credere morto (dato che oltretutto non aveva parenti che lo reclamassero), per poi scappare di nascosto a Santo Domingo con i soldi di Ettore e scaricare su quest'ultimo la colpa dell'omicidio. Il medico legale, su richiesta di Loris, aveva quindi messo una grande quantità della sostanza che provoca morte apparente nella bottiglia poi consegnata a Silvana con la scusa che era l'acqua richiesta da Loris per dissetarsi durante la danza (ecco perché c'erano di Silviana sulla bottigia). Dopodiché Sartori, per confermare la morte del ballerino, aveva fatto cremare un cane, per cui non poteva restituire le ceneri a Don Matteo.
Sartori è quindi arrestato dai Carabinieri e pochi giorni dopo la stessa sorte tocca a Loris: Cecchini e Anceschi si recano, spacciandosi per turisti, a Santo Domingo e riescono a catturare il ballerino per riportarlo in Italia.
Nel frattempo, all'inizio di tutta la vicenda, il sindaco Laura Respighi va in caserma e chiede al capitano Anceschi di farle da cavaliere alla gara di ballo. Egli rimane piacevolmente sorpreso da questa richiesta e accetta senza dirle che non ha mai ballato in vita sua; chiede quindi a Cecchini di insegnargli a ballare il tango per poter fare bella figura con la Laura; Cecchini accetta e l'esito è positivo. La gara, però, è vinta da Natalina e Pippo, grazie ad un'originale mossa con cui lui, per sbaglio, getta lei a terra, ma poi la ritira su come volesse risvegliare una principessa dormiente.
- Altri interpreti: Luca Biagini (Ettore De Magistris), Ninì Salerno (dottor Sartori), Giulia Bevilacqua (Evelina De Magistris), Mariella Valentini (Silvana De Magistris), Giuliano Ghiselli (presidente Lanza), Marco Delle Fratte (Loris Guazza), Leonardo Ruta (Giacomo Stanzione)
- Nota. La scena ambientata a Santo Domingo è stata girata a Roma, che a partire dalla quarta stagione diventa la location secondaria della serie.
- Ascolti Italia: telespettatori 7 232 000 – share 24,06%[2]

## Morte all'alba
- Diretto da: Andrea Barzini
- Scritto da: Massimo Torre

### Trama
Una domenica pomeriggio, in canonica si festeggia il compleanno di Natalina. È presente anche il maresciallo Cecchini insieme alla moglie Caterina e alle figlie Patrizia e Assuntina. A un certo punto Cecchini riceve la telefonata di un suo amico medico, il Dott. Corini, che gli chiede aiuto perché in ospedale stanno succedendo delle cose strane. Il carabiniere, non volendo rinunciare a trascorrere la domenica con la sua famiglia e i suoi amici, gli dà appuntamento alla mattina seguente.
Durante la notte, Natalina ha un attacco di tachicardia e viene ricoverata d'urgenza in ospedale. Il mattino seguente, all'alba, il medico amico di Cecchini precipita dal quarto piano. Don Matteo raccoglie le sue ultime parole prima di morire: sembrano frasi senza senso, ma la fidanzata del morto riconosce che Boccioni è il cognome di un infermiere dell'ospedale. Sulle mani del morto vengono trovate tracce di cocaina: il capitano Anceschi crede quindi che la vittima avesse scoperto un traffico di droga all'interno della struttura ospedaliera, e che qualcuno, probabilmente Boccioni, abbia deciso di impedirgli di denunciare. Per risolvere il caso, il maresciallo Cecchini deve infiltrarsi in ospedale fingendo di essere un infermiere. 
 Nel frattempo, siccome Natalina è ancora in ospedale e don Matteo è impegnato ad aiutare Nino a risolvere il caso, Pippo e Camilla devono cavarsela da soli in canonica.
- Altri interpreti: Giorgia Bongianni (Ornella Gatto), Stefano Abbati (Stefano Logora), Francesco De Vito (Ermanno Vigliotti), Mario Opinato (Enzo Boccioni), Lorenzo Clementi (Gregorio Corini)
- Ascolti Italia: telespettatori 7 131 000 – share 26,01%[2]

## Comma 23
- Diretto da: Andrea Barzini
- Scritto da: Duccio Camerini

### Trama
Un uomo, Laudani, si sta recando preoccupato nella sede di una società finanziaria la cui titolare è Giulia Rebetti: quest'uomo svolge la professione di infermiere e vuole a tutti i costi parlare con il dottor Morandi. Lo ricevono due collaboratori della società, che gli dicono che in questo momento il dottor Morandi non può riceverlo. Ma lui li aveva anche avvertiti per telefono del fatto che sarebbe venuto per una questione urgente, e dice di volere andare a fare una denuncia ai Carabinieri. Uno dei due scagnozzi, allora, lo minaccia e poi lo colpisce con un pugno. L'infermiere cade, sbatte la testa e muore. In quel momento entra la segretaria di Giulia Rebetti, che vede il cadavere e viene minacciata di morte dall'altro scagnozzo. 
A Patrizia Cecchini, la prima delle due figlie del maresciallo, accade un fatto terribile: mentre si trova fuori con le sue amiche, le cade della calce in un occhio. Cecchini e sua moglie Caterina portano subito Patrizia all'ospedale, dove un professore spiega loro la situazione. La ragazza rischia di perdere completamente l'uso di un occhio, e l'unica possibile soluzione è quella di farla operare in una clinica privata specializzata che si trova negli Stati Uniti d'America, ma l'intervento è assai costoso. Il medico consiglia al maresciallo di rivolgersi alla società finanziaria di Giulia Rebetti, dove otterrà sicuramente un prestito con interessi inferiori rispetto a quelli che pretenderebbe una banca. Cecchini decide di ascoltare il suggerimento di quel dottore senza prima sentire il parere dei suoi amici più fidati, e cioè di don Matteo e del capitano Anceschi. La Rebetti, intanto, è stata correttamente informata dai suoi scagnozzi dell'omicidio del loro debitore, e ordina alla sua segretaria di non rivelare a nessuno la verità. Cecchini si presenta alla finanziaria da solo e in borghese: la Rebetti capisce subito che non è venuto lì come carabiniere ma come potenziale cliente, lo accoglie con gentilezza e gli fa firmare un contratto. 
Intanto, Camilla ha dei problemi a scuola: la maestra ha deciso di fare una recita a cui potranno partecipare anche i genitori degli alunni, e i suoi compagni la insultano e la emarginano perché è orfana. La bambina, quindi, va a trovare il capitano Anceschi, che è un uomo solo come lei. Camilla e Flavio diventano amici, e la piccola a scuola dice a tutti che Anceschi è suo padre: è una bugia, ma molti ci credono e iniziano a spargersi delle voci false. 
Il maresciallo Cecchini è sollevato, ma poi, rileggendo con più calma il contratto, si accorge di un comma scritto molto più piccolo rispetto agli altri. È il comma ventitré, che stabilisce che il destinatario del prestito stipula anche un'assicurazione sulla vita dal costo di 50.000 euro all'anno. Per Cecchini e la sua famiglia sembra essere la rovina definitiva.
- Altri interpreti: Sabrina Scuccimarra (Vania Marchesi), Massimiliano Amato (Antonio Filangeri), Michela Millenotti (Giulia Rebetti), Simonetta Solder (segretaria), Ciro Esposito (Ciro Silvestri), Martino D'Amico (Dottor Morandi), Clemenza Fantoni (Maestra Sara).
- Nota. Questo episodio è stato ideato da Nino Frassica.
- Ascolti Italia: telespettatori 6 578 000 – share 21,56%[2]

## Il calice avvelenato
- Diretto da: Giulio Base
- Scritto da: Francesca Melandri

### Trama
Un senzatetto viene trovato morto nella chiesa di Don Matteo. Diventa subito chiaro che è stato avvelenato. Inizialmente, i sospetti ricadono sull' imprenditore Angelo Dovigo, che ha lanciato una campagna contro i senzatetto e ha anche disposto la chiusura dell'unico rifugio per senzatetto della città. Quando si scopre, tuttavia, che il veleno proveniva dal calice della chiesa, che normalmente viene usato per la messa, diventa chiaro che l'avvelenamento non era destinato al senzatetto, ma a Don Matteo. Alcune impronte digitali nella chiesa conducono Cecchini e Anceschi all'ex detenuto Cristoforo Camerota, che ha trascorso cinque anni in prigione grazie a Don Matteo. Camerota, tuttavia, protesta la sua innocenza. Afferma di essere stato in chiesa solo per parlare con Don Matteo, ma questo non è mai accaduto. Don Matteo visita finalmente Camerota a casa con la sua famiglia. Sulla via del ritorno da questa visita, è vittima di un attentato. Viene colpito alla schiena, ma fortunatamente solo alla spalla. Mentre i Carabinieri continuano a sospettare Camerota come colpevole, Don Matteo fa controllare a Cecchini la targa di un'auto che ha ripetutamente attirato la sua attenzione negli ultimi giorni. Questa pista porta a Pasquale Barbieri, un senzatetto alcolizzato che apparentemente incolpa Don Matteo della propria sorte personale. Risolvere il caso, tuttavia, non è così semplice. Solo quando Don Matteo scopre una contraddizione nella testimonianza di qualcuno che in realtà non è un sospettato, tutta la confusione si chiarisce.
- Altri interpreti: Franco Interlenghi (Leone Barbieri), Daniele Nuccetelli (Pasquale Barbieri), Egle Patané (Sebastiana), Donato Placido (Angelo Dovigo), Susanna Smith (Gioia Sala), Michele Azzarito (Cristoforo Camerota)
- Ascolti Italia: telespettatori 6 257 000 – share 22,04%[2]

## La valigia
- Diretto da: Andrea Barzini
- Scritto da: Mariella Sellitti

### Trama
Siamo all'inizio di febbraio: Natalina è andata alla parrocchia Santa Rosaria di Pompei e sta tornando a Gubbio in treno. Arrivata alla stazione, la perpetua non vede don Matteo e si ferma al bar, dove poggia la sua valigia. Proprio lì, vicino a lei, c'è Sabrina Giacci, una giovane modella che sta facendo una telefonata, dopo avere anch'ella poggiato a terra la sua valigia, identica a quella di Natalina. Quando, poco dopo, sopraggiunge don Matteo, Natalina prende per sbaglio la valigia di Sabrina, senza che la ragazza se ne accorga.
Al telefono nel bar Sabrina dichiara di essere stanca e che quello è stato il suo ultimo viaggio, poi viene trovata morta dai Carabinieri lo stesso giorno nel suo appartamento. Essendoci dei segni di colluttazione, il medico legale conferma che si tratta di un brutale omicidio; il principale sospettato è Vito Annosi, ex-fidanzato della vittima, che qualche tempo prima era stato denunciato dalla giovane per molestie: lui non voleva accettare la fine della loro relazione. Vito, pur dichiarandosi innocente, è messo in stato di fermo, e proprio in carcere, racconta a Don Matteo, venuto a trovarlo, che la ragazza aveva aperto una boutique di alta moda a Miami, e per questo motivo viaggiava spesso tra l'Italia e l'America e aveva sempre meno tempo di stare con Vito.
Il maresciallo Cecchini, su consiglio di Don Matteo, controlla i voli dà e per Miami avendo la conferma che Miami è uno scalo per voli diretti e provenienti dal sud America: si inizia perciò a sospettare che Sabrina sia entrata in un giro di narcotraffico e che possieda la Boutique solo come copertura.
Viene poi trovato il contenuto della valigia di Sabrina: gli abiti sono tutti fuori moda, inadatti ad una donna di giovane età e di una taglia più piccola rispetto a quella della vittima. Contemporaneamente, anche Natalina scopre che la valigia che aveva preso non è la sua e, da quel momento, si trova sempre affiancata da due scooter rombanti che sembrano volerle dare un avvertimento.
Il giorno stesso del ritrovamento di Sabrina, il capitano Anceschi vorrebbe invitare il sindaco Laura Respighi a cena per festeggiare, l'indomani, San Valentino: non riesce, però, a trovare le parole giuste. Riesce a farsi coraggio reincontrando Laura in piazza e riuscendo a iniziare il suo discorso, ma putroppo è interrotto dall'arrivo Ross Wilson, un imprenditore australiano a bordo del suo macchinone insieme alle guardie del corpo. Laura spiega al capitano che quell'uomo si trova a Gubbio perché ha intenzione di aprire un golf club. Wilson, senza fare tanti giri di parole, propone al sindaco di andare insieme a cena la sera del 14 febbraio, e Laura accetta. A questo punto Anceschi se ne va senza nemmeno salutare.
Sempre l'indomani, la vicina di casa di Sabrina, racconta ai Carabinieri di aver visto Vito cacciato dalla casa da Sabrina dopo una lite: Vito non può avere ucciso Sabrina ed è quindi rilasciato. 
Natalina scopre, in uno specchietto da trucco rinvenuto nella valigia di Sabrina, una telecamera miniaturizzata e, per non perderla, la nasconde nella scarpa che sta indossando.
Inoltre i Carabinieri scoprono il conto bancario di tale Max Cuva, un ragazzo sospetto che ultimamente conviveva e con Sabrina: il conto ha sede a Zurigo e vi vengono depositati delle ingenti somme di contanti ogni mese, quando Sabrina torna da Miami: Sabrina era davvero collusa con dei narcotrafficanti. I carabinieri si recano così da Max, ricoverato in ospedale perché il giorno prima è stato investito da un'auto, a chiedergli informazioni, e lui tremante confessa che in tutto ciò sembra essere coinvolto lo stesso Ross Wilson e che è probabilmente stato lui con l'auto delle guardie a uccidere Sabrina: è infatti scomparsa una telecamera miniaturizzata con cui spiavano i movimenti di Sabrina quando era in America. 
I Carabinieri capiscono perciò che la telecamera dev'essere ancora nella valigia e, con le indicazioni di max, si recano al covo di Ross Wilson, situato vicino a dove costruire il golf club, e trovano lui con le guardie del corpo che minacciano Natalina di parlare. Ross e le guardie sono quindi arrestati.
La stessa sera, il capitano Anceschi esce a cena con Laura, che confessa di non aver provato nessuna pulsione amorosa per Ross.
- Altri interpreti: Francesco Siciliano (Max Cuva), Carlo Mucari (Vito Annosi), Ralph Palka (Ross Wilson), Tania Zamparo (Sabrina Giacci), Gloria Coco (Elide Dionisi), Lucio Vinciarelli (scagnozzo rapitore di Natalina), Peter Csuth (malavitoso)
- Ascolti Italia: telespettatori 7 430 000 – share 26,13%[2]

## L'amore rubato
- Diretto da: Giulio Base
- Scritto da: Anna Samueli e Francesco Balletta

### Trama
A Gubbio si svolge una fiera enogastronomica a cui partecipa anche una scolaresca del liceo guidata dal professor Ridolfi. Nella classe c'è una nuova allieva, che si chiama Emilia e viene dall'Inghilterra. La ragazza dice a Don Matteo di nutrire una profonda ammirazione per l'insegnante Ridolfi, ma di non trovarsi per niente bene con la nuova classe del liceo. Qualche minuto dopo, Emilia si trova al piano superiore dell'edificio dove si svolge la fiera: qualcuno la stupra.
- Guest star: Ray Lovelock (professor Ridolfi)
- Altri interpreti: Giulio Pampiglione (Alessio Damiani), Angel Turner (Emilia Gardiani), Marco Vivio (Tommaso Nitti), Cesare Barbetti (Saverio Nitti), Victoria Larchenko (Monica Rondi), Tullia Alborghetti (Antonia Gardiani), Gaetano Aronica (Giorgio Gardiani), Susanna Smith (Gioia Sala)
- Nota. Questo episodio affronta il delicatissimo tema della violenza sessuale.
- Ascolti Italia: telespettatori 6 850 000 – share 26,54%[2]

## I volteggi del cuore
- Diretto da: Giulio Base
- Scritto da: Stefano Sudriè

### Trama
Il Sindaco Laura Respighi vuole che Gubbio ospiti i campionati di pattinaggio del 2006: in questo periodo, quindi, il palazzetto dello sport è riservato a due coppie che si devono allenare. Tuttavia, durante l'allenamento di una coppia favorita, si verifica un grave incidente. La ballerina Chiara Sereni cade e si ferisce gravemente. Don Matteo, che assiste all'allenamento con Camilla e Natalina, accorre immediatamente in aiuto e scopre che l'incidente è stato provocato. La temperatura del ghiaccio è stata aumentata con l'aiuto della macchina del ghiaccio, rendendolo opaco e fragile, il che alla fine ha causato la caduta di Chiara. Il capitano Anceschi e il maresciallo Cecchini prendono in carico le indagini. Il primo sospettato ricade su Ercole Cossa, un ex dipendente della pista di pattinaggio che aveva minacciato ritorsioni in caso di licenziamento. Poiché Ercole non ha alibi, viene arrestato nonostante abbia protestato la sua innocenza. Don Matteo si convince della sua innocenza e avvia una propria indagine, ma la polizia non ha ancora chiuso il caso. Nuovi sospetti sorgono rapidamente, tanto che tutti, dall'allenatore della concorrente al compagno di ballo della vittima, sembrano essere sospettati. Ma è solo quando Don Matteo interpreta correttamente un'osservazione casuale che scopre la verità.
- Altri interpreti: Rossella Brescia (Veronica Mari), Fabrizio Bucci (Gianni Spera), Sergio Meogrossi (Ercole Cossa), Alice Massei (Chiara Sereni), Fabio Poggiali (Filippo Braschi), Franco Trevisi (Giacomo Mari), Maurizio Margaglio (Luca Svevo)
- Ascolti Italia: telespettatori 6 794 000 – share 22,38%[2]

## Delitto in diretta
- Diretto da: Andrea Barzini
- Scritto da: Mauro Marsili e Isabella Franconetti

### Trama
Gubbio è in preda alla febbre della musica. La band locale "Crysis" è sul punto di raggiungere il successo. Don Matteo, che ora conduce una specie di talk show radiofonico, ha il permesso di intervistare la band per la trasmissione. È assistito dal DJ Paco, una specie di star della stazione radio, considerato anche il suo scopritore e compositore. Quella stessa sera, Paco conduce da solo il programma radiofonico notturno, che per puro caso sta ascoltando anche Don Matteo. E poi accade l'incredibile: si sente uno sparo e si sente Paco accasciarsi. I Carabinieri, allertati da diversi ascoltatori, trovano il presentatore morto in stazione. Naturalmente, anche Don Matteo si è precipitato in stazione. È comunque un testimone importante nel caso, poiché conosce i membri della stazione ed era presente anche il giorno dell'omicidio. Ad esempio, può anche riferire di una lite tra Paco e il capo della stazione, il signor Fascetti. Quando si presenta un testimone che ha visto Fascetti disfarsi della sua arma, Fascetti viene arrestato. Questo sostanzialmente chiude il caso, ma poi si scopre che i membri della band Crysis non erano in buoni rapporti nemmeno con Paco. Paco non sembra essere stato il bravo ragazzo che sembrava. Basandosi su un testo caratteristico del singolo di successo dei Crysis, "Voglio adesso", Don Matteo riconosce finalmente il vero autore della canzone e quindi il vero movente dell'omicidio.
- Altri interpreti: Francesco Acquaroli (Alex Fascetti), Giorgia Porchetti (Alessia), Ignazio Raso (DJ Paco), Giorgia Brugnoli (Amanda), Carmelo Galati (Paolo), Magdalena Grochowska (Sonia Mikovich)
- Ascolti Italia: telespettatori 5 738 000 – share 20,60%[2]

## Indagine riservata
- Diretto da: Andrea Barzini
- Scritto da: Domenico Saverni e Alessandro Bencivenni

### Trama
Dopo cinque anni di lavoro ininterrotto, il capitano Anceschi ha deciso di prendersi una settimana di ferie. Va quindi dal barbiere e lì incontra don Matteo, che nota una cosa strana: il nuovo assistente del barbiere ripone in un fazzoletto i capelli di Anceschi. Quest'ultimo, appena uscito dal negozio, vorrebbe subito andare con la sua automobile all'agriturismo in cui ha prenotato una stanza, ma c'è una Alfa Romeo 156 blu parcheggiata dietro la sua Mazda Tribute, che ostruisce il passaggio. Flavio suona il clacson sperando che il proprietario venga a spostare l'auto, ma non si fa vivo nessuno. L'Alfa Romeo però non è chiusa, per cui Anceschi decide di spostarla lui stesso.
Poco dopo, Simeoni, un collaboratore di giustizia, esce dal carcere perché ha ottenuto la semilibertà: due malavitosi lo uccidono investendolo con la stessa Alfa Romeo blu che impediva ad Anceschi di partire. Il capitano, arrivato all'agriturismo, sente che qualcuno sta ascoltando della musica dance ad alto volume: un po' scocciato, va a protestare, e a rispondergli è proprio il sindaco di Gubbio Laura Respighi, che ha affittato una stanza in quello stesso agriturismo: sembra quasi un segno del destino. Anceschi è timido e impacciato, Laura lo invita a cena e i due si scambiano il loro primo bacio: è evidente che Laura ricambia il sentimento di amore che Flavio prova per lei.
I Carabinieri intanto avviano le indagini sulla morte di Simeoni, ed escludono subito che possa trattarsi di un incidente, perché l'auto che lo ha investito è stata ritrovata a poca distanza dal luogo del delitto. Il reparto delle investigazioni scientifiche ha il compito di analizzare le impronte e i capelli trovati nell'Alfa Romeo blu. Il maresciallo Cecchini trova addosso a Simeoni il numero di cellulare del capitano Anceschi. Per spiegare che legame c'è tra un ufficiale dei Carabinieri e un delinquente che aveva da poco iniziato a collaborare con la giustizia, bisogna ricordare ciò che avvenne nel 1993. Emanuele Anceschi, padre del capitano, era un commerciante onesto, ma una banda di criminali gli aveva imposto di pagare il pizzo: lui si era rifiutato ed era quindi stato ucciso da Simeoni, un membro della banda, lo aveva ucciso senza esitazione sparandogli da distanza ravvicinata. Il colonnello De Andreis, appena saputo del delitto Simeoni e della strana coincidenza della vacanza di Anceschi, arriva subito a Gubbio e chiede al maresciallo Cecchini di svolgere un'indagine impeccabile ma soprattutto riservata, perché gli assassini di Simeoni hanno evidentemente architettato un piano per mandare in prigione il capitano Anceschi, che di recente aveva avuto un colloquio in carcere con Simeoni.
- Altri interpreti: Claudio Spadaro (colonnello De Andreis), Andrea Borrelli (Luca), Carlo Ragone (Celestino), Danilo Valli (Martino), Aurelio Picca (Maurizio Marocco)
- Ascolti Italia: telespettatori 7 932 000 – share 26,97%[2]

## L'estraneo
- Diretto da: Giulio Base
- Scritto da: Mauro Marsili e Isabella Franconetti

### Trama
Camilla frequenta le elementari nell'istituto d'istruzione di Gubbio che è sia scuola elementare sia scuola media. Una settimana prima del suo compleanno, Camilla decide di invitare, oltre ai suoi compagni di classe, anche due ragazzine delle medie: Assuntina Cecchini, figlia di Caterina e del maresciallo, e Lucia, figlia di Elena e Gianni Matteucci, un uomo che ha da poco aperto una sartoria insieme alla moglie Elena. Assuntina è l'unica amica della nuova arrivata Lucia. Natalina si rivolge proprio a Gianni Matteucci per riparare un vestito, ma si accorge che l'uomo è totalmente incapace a svolgere l'attività di sarto. Poco dopo, Elena e Gianni si incontrano nella chiesa San Giovanni con il maresciallo Cecchini e il capitano Anceschi. Dal breve dialogo si capisce che i due coniugi si trovano a Gubbio con delle false identità, che la sartoria serve solo come copertura perché Gianni Matteucci è il super-testimone di un processo contro una pericolosa e spietata organizzazione criminale che si svolgerà tra pochi giorni a Perugia. La narrazione si sposta ora nella scuola: è lunedì mattina, un'insegnante esce dalla classe per richiamare Lucia e Assuntina che sono andate in bagno, ma non le trova. La professoressa chiede alle bidelle se hanno visto le due bambine, e loro rispondono di no; decide quindi di informare subito la preside, la quale chiama immediatamente i Carabinieri. I genitori di entrambe le piccole sono sconvolti dalla notizia che qualcuno ha rapito le loro figlie; Lucia Matteucci si era sentita male e aveva chiesto di andare in bagno, e Assuntina Cecchini aveva chiesto di accompagnarla. Delle due si sono perse le tracce. L'entrata principale dell'edificio scolastico è stata regolarmente sorvegliata, ed è quindi impossibile che i rapitori siano passati da lì. L'appuntato Linetti scopre che il cancello secondario, che di solito è chiuso, è stato forzato. Non ci sono dubbi, quindi, sul fatto che sia stata quell'organizzazione criminale a rapire le due bambine per costringere Matteucci a non parlare al processo. Il capitano Anceschi interroga le persone presenti sul luogo del rapimento: la preside era nel suo ufficio a parlare con i genitori di un alunno, nessuno dei bidelli sorvegliava il cancello secondario perché era chiuso, ogni insegnante era nella propria classe a fare lezione, e il giardiniere si trovava nel capanno per telefonare al ferramenta. Nessuna testimonianza è quindi utile per capire dove possano essere finite le bambine. Qualche ora dopo, Gianni Matteucci, che non è un pentito ma il fratello di una vittima di questa organizzazione, riceve una telefonata da una cabina telefonica: un malavitoso gli dice che se lui non terrà la bocca chiusa al processo, entrambe le bambine verranno uccise.
- Altri interpreti: Giulio Base (Gianni Matteucci/Saverio Vinci), Mirca Viola (Elena Matteucci), Martina Pinto (Lucia Matteucci), Luigi Di Fiore (Toni), Anna Rita Del Piano (Rossana), Stefano Antonucci (maggiore Cesare Salvi), Susanna Smith (Gioia Sala), Nicola Vigilante (Attilio Maraldi), Sven Riemann (Guido Camarra).
- Ascolti Italia: telespettatori 7 633 000 – share 27,92%[2]

## Misteri e bugie
- Diretto da: Andrea Barzini
- Scritto da: Francesca Melandri

### Trama
Don Matteo, il maresciallo Cecchini, il capitano Anceschi, Natalina, l'appuntato Linetti, Camilla, Pippo e molte altre persone residenti a Gubbio assistono alla celebrazione del trentesimo anniversario della morte del conte Baggini de Garboli, cittadino onorario del comune in provincia di Perugia. Il Sindaco Laura Respighi spiega che il conte era un imprenditore capace e onesto. Prende la parola anche Edoardo, il figlio del conte. Sembra a tutti strano il fatto che Ottavia, sorella di Edoardo, non sia ancora arrivata.
Qualcuno armato di pistola è entrato nella villa della famiglia Baggini de Garboli: Ottavia in quel momento si stava preparando.
La narrazione riprende venti minuti dopo: Glauco, ex-giardiniere dei Baggini de Garboli, chiama i Carabinieri dicendo che la contessa Ottavia è morta. Arrivati sul luogo del delitto, Anceschi nota subito che il ragazzo ha la maglia sporca di sangue. Il medico legale stabilisce che la vittima è morta con un solo colpo di pistola, ma l'arma del delitto non viene ritrovata. Poiché Glauco e Ottavia erano stati fidanzati e lui non accettava il fatto che lei lo aveva lasciato, il giovane viene arrestato con l'accusa di omicidio. Don Matteo va a trovarlo in carcere e capisce che il colpevole non può essere lui. Edoardo assiste alla lettura del testamento, e viene fuori che ad Ottavia era rimasto pochissimo denaro. Un'altra sospettata è la commercialista della vittima, che aveva libero accesso ai conti bancari. Una foto scattata dalla Polizia Stradale incastra il vero colpevole: è un killer professionista.
- Altri interpreti: Marcus Cotertu (Glauco Spezzani), Monica Dugo (Annalisa Baggini de Garboli), Riccardo Rossi (Edoardo Baggini de Garboli), Daniela Cavallini (Ottavia Baggini de Garboli).
- Ascolti Italia: telespettatori 6 003 000 – share 23,28%[2]

## Dietro il sipario
- Diretto da: Andrea Barzini
- Scritto da: Carlo Mazzotta e Herbert Simone Paragnani

### Trama
Nella canonica di don Matteo si tiene una cena in onore di Giulia Baldeschi, una nota cantante lirica. Partecipano anche Anceschi e Cecchini con la sua famiglia. Patrizia scatta delle foto con il suo nuovo telefonino, e Anceschi, da sempre appassionato di musica lirica, chiede un autografo alla Baldeschi. Terminata la cena, Giulia si mette in viaggio con la sua auto per tornare a Roma, ma ha un incidente molto grave e finisce in coma. Dagli esami risulta che la Baldeschi ha ingerito una dose sproporzionata di sonnifero: qualcuno lo ha messo nella spremuta di arancia che la cantante aveva bevuto in canonica. I sospetti ricadono sulla sua assistente che si era da poco auto-licenziata dopo l'ennesimo litigio con la cantante. L'assistente sta per lasciare Gubbio, ma viene arrestata dai carabinieri. Dichiara di essere assolutamente innocente: Giulia è stata per lei come una seconda madre, e se litigavano spesso non era perché non si volessero bene, ma perché Giulia aveva un carattere snob e un po' arrogante. 
 Su una rivista scandalistica vengono pubblicate le foto del marito di Giulia che chiacchiera con una ragazza bionda: per gli appassionati di gossip non c'è alcun dubbio: l'uomo ha un'amante, e la frequenta anche ora che sua moglie è in coma. Indagando, i Carabinieri scoprono che il marito del soprano prelevava illegalmente dei soldi dal conto bancario di sua moglie, falsificandone la firma.
- Guest star: Katia Ricciarelli (Giulia Baldeschi)
- Altri interpreti: Patrizia De Clara (Rosalba Fanti), Giovanna Nodari (Olga Simoni), Fabio Ferrari (Mauro Corbò)
- Ascolti Italia: telespettatori 6 549 000 – share 24,56%[2]

## Merce preziosa
- Diretto da: Andrea Barzini
- Scritto da: Francesca Melandri

### Trama
Una sera, due fuorilegge dell'Est Europa si recano a casa dei coniugi Gemma e Mario Marabini. Mario s'infuria e li minaccia con una pistola, ma uno dei due cerca di sottrargliela e per sbaglio spara un colpo che ferisce gravemente e manda in coma Mario. I due banditi scappano con una vecchia Mercedes berlina, e vengono notati da un passante. Gemma chiama subito il 118, e Mario le chiede di non rivelare la verità alle forze dell'ordine, dicendo che è stata una rapina finita male. Cecchini e Anceschi capiscono subito che la signora Marabini non sta dicendo la verità.
Don Matteo riceve la visita dei coniugi Lucia e Sergio Arnaldi, i quali dicono che Bruno, il loro figlioletto di otto anni, è scomparso: non è la prima volta che il piccolo scappa di casa, ma adesso è assente da troppe ore. Sergio Arnaldi non vuole chiamare i Carabinieri dicendo che Bruno prenderebbe paura ad essere circondato dalle auto con sirena e lampeggiante, e chiede a don Matteo di aiutarlo a cercare suo figlio. Il prete non nega il suo aiuto, ma nota che i coniugi Arnaldi nascondono qualcosa. Ad ogni modo Don Matteo non riesce a trovare Bruno, e convince Lucia Arnaldi a fare una regolare denuncia di scomparsa ai carabinieri. 
Camilla va in piscina e incontra un bambino bisognoso d'aiuto, lo porta in canonica e lo nasconde in camera sua, portandogli del cibo preso dal frigorifero, facendo infuriare Natalina la quale accusa Pippo di mangiare di nascosto. Nei giorni successivi, Camilla prova a farsi raccontare dal bambino come si chiama e da dove viene, ma egli sembra capire a stento l'italiano; una sera, Camilla nota che un uomo si apposta di sera davanti alla canonica, ed è decisa a non fare sapere neppure a Don Matteo, Pippo e Natalina della presenza di quel bambino. Del resto, il prete sospetta che la bambina nasconda qualcosa e la convince a dire la verità. 
Il giorno dopo, i Carabinieri accompagnano subito i coniugi Arnaldi in canonica, ma essi dichiarano che quel bambino (che nel frattempo Camilla ha soprannominato E.T.) non è il loro figlio Bruno. La sera, due uomini coperti dal passamontagna, fanno irruzione in canonica per cercare di riprendere E.T., Don Matteo interviene mettendo in fuga i due rapitori.
Don Matteo capisce che E.T. è un bambino slavo (come sembra dall'accento delle poche parole da lui pronunciato) scappato dai dei trafficanti e che questi ultimi siano i due uomini che hanno appena cercato di riacciuffarlo; il mattino dopo, il prete prova a mettere E.T. sul pulmino con Camilla per andare a raccontare tutto ai Carabinieri, ma il bambino scappa di nuovo e fa perdere la tracce nascondendosi in un cassonetto della spazzatura. ll prete e la bambina vanno ugualmente in caserma e proprio grazie a Camilla i Carabinieri riescono a fare un identikit dell'uomo che si appostava davanti alla canonica e iniziano anch'essi a sospettare essere anche uno dei trafficanti. Inoltre il maresciallo Cecchini capisce che quello di Bruno e di E.T. non può essere un tradizionale rapimento per soldi perché risulta che il riscatto per riavere Bruno è stato offerto dai coniugi Arnaldi in una telefonata da loro ricevuta cinque minuti prima che Bruno scomparisse da casa: sembra quindi che gli Arnaldi, dato la loro agiatezza, abbiano comprato Bruno da un trafficante con cui doveva trattare un prezzo. 
Quello stesso pomeriggio, Camilla torna alla ricerca di E.T. e, arrivata in una stazione ecologica, trova un bambino nascosto tra vecchi materassi: il bambino non è E.T., ma Camilla lo porta ugualmente in canonica, dove nel frattempo è tornato anche E.T. ritrovato da Pippo e Don Matteo. I due bambini si abbracciano e si scopre che sono fratelli; inoltre, il bambino trovato all'isola ecologica è proprio Bruno, come afferma quando Don Matteo glielo domanda. I due bambini dicono di provenire da Plitvice, in Croazia, e Don Matteo nota che un disegno di E.T. assomiglia ad una cartolina con le cascate di Plitvice trovata a casa Marabini.
Don Matteo chiama i Carabinieri affinché portino i due bambini e Camilla al sicuro in caserma, mentre egli si reca a casa Marabini e si fa raccontare da Gemma, disposta a collaborare con la giustizia, che ella e Mario, per riuscire ad adottare un bambino dopo numerosi tentativi andati a vuoto di farlo legalmente, avevano deciso di farlo clandestinamente pagato una grossa somma ai due trafficanti est-europei; essi si erano però presentati a mani vuote perché il bambino che stavano portando, cioè E.T., era scappato: ecco perché Mario si era infuriato e aveva tirato fuori la pistola! 
Il prete si reca a questo punto anche a casa Arnaldi per informarli del ritrovamento di Bruno e intanto si fa raccontare dalla moglie che anche loro avevano dovuto pagare una grande somma per un'adozione clandestina dopo essersi vista negare ogni adozione legale perché il marito, da poco guarito dalla leucemia, era per la legge italiana considerato malato terminale e quindi inidoneo ad essere un padre.
Nel frattempo, il Capitano Anceschi e il Maresciallo Cecchini, sulle tracce dei rapitori, riconoscono l'uomo di cui hanno fatto l'identikit e lo arrestano, senza però che costui faccia resistenza: egli, che si chiama Emir, è infatti il papà dei due bambini, venuto da Plitvice a riprenderseli. Questo perché Emir, rimasto vedevo e senza un soldo dopo la distruzione di Plitvice, aveva accettato di vendere i figli convinto che essi sarebbero stati adottati da italiani. E.T. e Bruno (in realtà Borut) sono affidati a Emir e Gemma, sopraggiunta anch'ella in Caserma, dichiara che denuncerà i trafficanti. 
Durante tutto il corso delle indagini, gli agenti della Polizia municipale di Gubbio stanno facendo molte multe ai carabinieri in servizio. Anceschi vuole risolvere questa situazione e protesta con Laura, la quale gli chiede di scrivere una lettera ufficiale al Comune. Così, al maresciallo Cecchini viene un'idea bizzarra: scrivere delle lettere d'amore a Laura facendole credere che Anceschi sia il mittente; decide quindi di copiare quelle che aveva scritto diversi anni prima a Caterina. 
- Altri interpreti: Stefano Venturi (Sergio Arnaldi), Mattia Cicinelli (Emir), Edoardo Minciotti (Bruno), Sasha D'Arc (venditore di bambini), Aleksandar Cvjetković (Darko), Beatrice Luzzi (Gemma Marabini), Massimiliano Iacolucci (Mario Marabini), Lidia Vitale (Lucia Arnaldi)
- Nota. Questo episodio è stato ideato da Max Gusberti.
- Ascolti Italia: telespettatori 7 698 000 – share 26,25%[2]

## Il dono
- Diretto da: Andrea Barzini
- Scritto da: Massimo Torre

### Trama
Don Matteo, il capitano Flavio Anceschi e il sindaco Laura Respighi fanno parte della giuria di una gara tra pasticceri che si svolge in un hotel di Gubbio. Il presidente della giuria è l'industriale Bonanno, organizzatore della gara. La madrina della manifestazione dovrebbe essere Valentina Sasso, ex-fidanzata di Bonanno, ma, all'ultimo momento, l'uomo decide di sostituirla con la sua nuova fiamma, una giovane ragazza spagnola di nome Pilar. Un uomo inizia a gridare che la gara è truccata e che la giuria è stata corrotta per fare vincere Ignazio Cremona, uno dei pasticcieri più bravi d'Italia. Il maresciallo Cecchini fa subito allontanare questa persona dalla sala dove si svolge la gara. Ignazio Cremona, intanto, sta ultimando la torta che dovrà essere assaggiata dai giurati: il suo assistente è molto rispettoso e premuroso, ma lui lo tratta con freddezza. Cremona decide di non assaggiare il dolce come è solito fare; la sua torta è la prima in gara, e tocca al presidente della giuria provarla per primo. Bonanno prende la torta, la mangia ma si sente subito male e cade a terra. Cremona assaggia quel dolce e poi ha un malore anche lui. I Carabinieri sospendono subito la gara e chiamano il 118: per Bonanno non c'è niente da fare, è morto; Cremona invece entra in coma. Il reparto delle investigazioni scientifiche esamina la torta che ha causato la morte il coma: il dolce è stato avvelenato con un farmaco a base di stricnina. Si scopre che Valentina Sasso aveva spedito una lettera minatoria a Bonanno. 
Contemporaneamente alla vicenda, Natalina ha ricevuto in regalo un'auto d'epoca, ma non guida da quindici anni e quindi chiede aiuto a Laura; Anceschi li vedi passare e accetta un passaggio pur dovendo viaggiare nel baule.
- Altri interpreti: Luis Molteni (Ignazio Cremona), Simone Pagani (Walter Peperusso), Andrea Golino (Savino Panzi), Michele Melega (Sergio Farina), Pilar Abella (Pilar Weiss), Marco Morellini (Anselmo Bonanno), Susanna Smit (Gioia Sala), Patrizia Loreti (Isolina Cremona), Edy Angelillo (Valentina Sasso)
- Ascolti Italia: telespettatori 7 257 000 – share 26,64%[2]

## Il sospetto
- Diretto da: Andrea Barzini
- Scritto da: Carlo Mazzotta

### Trama
Il titolare di una delle dieci aziende vinicole più importanti d'Italia viene assassinato nella sua cantina. Viene subito accusato del delitto un suo amico d'infanzia: il movente sarebbe che la vittima aveva ingiustamente licenziato la madre del sospettato, che lavorava per la sua famiglia come domestica. Sul luogo del delitto, il capitano Anceschi trova un fermaglio che appartiene al sindaco Laura Respighi, la donna di cui è perdutamente innamorato. Anceschi è sconvolto dal sospetto che Laura possa essere complice di un omicidio, ma conduce le indagini con la sua solita rigidità e inflessibilità, senza farsi condizionare dai sentimenti. Laura, che è amica sia della vittima sia del sospettato, dichiara la sua innocenza, ma il sospettato si è dato alla fuga. Anche don Matteo cerca di fare luce sul caso.
- Altri interpreti: Stefano Scherini (Roberto Gigli), Sergio Ammirata (Claudio Savini), Sergio Albelli (Graziano Bruni), Sonia Scotti (Imelde Bruni), Yasemin Sannino (Simona Gigli).
- Ascolti Italia: telespettatori 7 887 000 – share 27,81%[2]

## La legge del caso
- Diretto da: Andrea Barzini
- Scritto da: Mariella Sellitti

### Trama
Linda è una dottoressa che, insieme al suo fidanzato, dirige "Casa Domani", un'associazione che si occupa dei bambini dislessici. A causa dei debiti, l'associazione rischia di chiudere: il creditore, l'ingegnere Zanca è un costruttore senza scrupoli, che ha rilevato la struttura per avviare un nuovo progetto imprenditoriale. Una mattina, l'uomo si reca da Linda per comunicarle che dovrà sgomberare l'edificio, ma la giovane non ha intenzione di interrompere questo servizio sociale. Quella sera, il costruttore viene ucciso a martellate. L'arma del delitto appartiene al fidanzato di Linda, che si dichiara innocente: si era recato nel cantiere della vittima per chiedergli di non sfrattarli, ma non lo ha ucciso. Le prove indiziarie sono tuttavia contro di lui e c'è anche il movente: così il ragazzo viene arrestato.
Nel frattempo, l'appartamento del capitano Anceschi si è allagato ed è diventato inagibile. Mentre l'idraulico esegue i lavori di riparazione, Flavio vorrebbe stare in albergo, ma nessuna stanza è libera perché a Gubbio si svolge il raduno nazionale degli allevatori di struzzi. Il maresciallo Cecchini propone quindi al suo superiore di venire a stare a casa sua fino a quando i lavori non saranno terminati. Il capitano dapprima teme di disturbare, ma Nino insiste e allora lui accetta. Don Matteo è convinto che il fidanzato di Linda dica la verità, e cerca di scoprire chi sia il vero assassino. Nel bosco viene ritrovato il cadavere di uomo di cui non si conosce ancora l'identità. È evidente che il morto è stato trascinato lì, e quindi si pensa ad un secondo omicidio, ma il medico legale stabilisce che l'uomo è morto per cause naturali.
- Altri interpreti: Fiorenza Tessari (Oriana Lentini), Anna Rita Ammirati (Linda), Michele Bevilacqua (Enrico), Roberto Ciufoli (Pierpaolo Cattel), Gennaro Migliaccio (Bruno Cattel), Susanna Smit (Gioia Sala), Domenico Minutoli (Virginio Zanca), Carlo De Laurentis (Vanni Giracci)
- Ascolti Italia: telespettatori 7 092 000 – share 26,89%[2]

## Cuori solitari
- Diretto da: Giulio Base
- Scritto da: Mauro Marsili e Isabella Franconcetti

### Trama
Pippo, desideroso di trovare la sua anima gemella, si rivolge all'agenzia matrimoniale "Cuori solitari" di proprietà di un certo Galanti. Nel frattempo, i Carabinieri di Gubbio cercando di scoprire l'identità di una ladra professionista soprannominata "primula rossa", che adesca gli uomini soli facendosi invitare a cena a casa loro per poi derubarli. Rossana lavora come cameriera per un uomo da poco separato, e una mattina, quando va da lui per prendere servizio, lo trova morto. La donna chiama subito i carabinieri, che, intervenuti sulla scena del delitto, suppongono si tratti di un tentativo di furto finito male. Su uno specchio dell'appartamento della vittima, infatti, c'è una X fatta con un rossetto, che è sempre stata la firma della primula rossa. Il tavolo era apparecchiato a lume di candela per due persone, e c'erano solo cibi per celiaci: è però certo che la vittima non era intollerante al glutine, quindi per esclusione l'intolleranza è della donna con cui la vittima aveva appuntamento.
- Altri interpreti: Simona Borioni (Gloria Olmi), Patrizia Pellegrino (Giovanna Rinaldi), Antonio Bellomo (Giovanni Antonini), Fabrizio Rogano (Ettore Rinaldi), Gegia (Rossana), Massimo Giuliani (Alfredo Galanti)
- Ascolti Italia: telespettatori 8 078 000 – share 27,79%[2]

## Vacche grasse, vacche magre
- Diretto da: Giulio Base
- Scritto da: Francesca Melandri

### Trama
Gubbio è colpita da un'epidemia di brucellosi: un cardiopatico padre di tre bambini muore, e altre quattro persone vengono ricoverate in ospedale; tra queste c'è anche il sindaco Laura Respighi. Il capitano Anceschi le dichiara il suo amore mentre lei delira. Il maresciallo Cecchini viene ospitato dal capitano perché la moglie Caterina ha invitato moltissimi parenti dalla Sicilia. Quinto Belli si reca in caserma per denunciare un furto di bestiame: ritiene che il responsabile del furto sia Saverio Donini, suo arcinemico. Donini è vedovo, e odia Belli perché lo ritiene responsabile della morte di sua moglie; don Matteo va nel negozio di Donini e conosce la figlioletta, una simpatica bambina che ha qualche anno in meno rispetto a Camilla. I Carabinieri devono scoprire l'origine dell'epidemia.
- Altri interpreti: Federico Scribani (Alberto Maccari), Shanti Walde (Titti Donini), Gilberto Idonea (Quinto Belli), Marco Leonardi (Saverio Donini), Gianni Caruso (Eugenio Conti)
- Ascolti Italia: telespettatori 7 324 000 – share 28,06%[2]

## Il delitto del biberon
- Diretto da: Giulio Base
- Scritto da: Anna Samueli

### Trama
Una donna si presenta in confessionale da Don Matteo, visibilmente turbata. Gli dice di essere terrorizzata e gli chiede di custodire qualcosa per lei. Il prete cerca di capire di cosa si tratti, ma la donna fugge via prima che lui possa fare domande. Poco dopo, vicino al confessionale, Don Matteo trova un neonato: è lui ciò che la donna voleva affidargli. 
In canonica, Don Matteo racconta tutto a Natalina, Pippo e Camilla, che si dimostra subito molto materna con il bambino. Spiega che la donna gli ha chiesto di tenere il piccolo senza dire nulla a nessuno: i quattro dovranno occuparsi di lui mantenendo il massimo riserbo.
Nel frattempo, in caserma, il professor Amedeo Mirti denuncia la scomparsa della moglie Elena. Racconta di essersi allontanato per inseguire il cane durante una passeggiata vicino al lago e, al ritorno, di non aver più trovato la moglie. Il capitano Anceschi avvia le ricerche, che portano al ritrovamento del cadavere di una donna bionda di circa trent’anni. Amedeo la identifica subito come Elena.
Per fare luce sul caso, i Carabinieri interrogano il giardiniere e la cameriera della famiglia Mirti. I due raccontano che i coniugi erano sposati da dieci anni, non avevano contatti con i parenti e che Amedeo, a causa di alcuni investimenti sbagliati, era indebitato. Inoltre, aveva recentemente licenziato una cameriera più giovane, Ombretta, e da quel momento Elena era apparsa molto triste.
Al funerale di Elena, Don Matteo parla con Carla, zia di Elena, la quale spiega di aver avuto pochi contatti con la nipote dopo il matrimonio. Racconta che Elena era sterile e per questo stava valutando, con Amedeo, l’adozione di un bambino. Tuttavia, poco prima della decisione, era misteriosamente rimasta incinta. Il bambino, maschio, era poi morto subito dopo il parto.
Don Matteo inizia a sospettare che il bambino non sia morto ma che sia il bambino affidatogli in segreto: la donna che lo ha lasciato in canonica potrebbe essere stata Elena, prima di morire. Si reca allora a casa Mirti con la scusa di chiedere vestiti da donare. Proprio in quel momento, i Carabinieri arrestano Amedeo: sul cadavere sono stati trovati segni di colluttazione e c’è un forte movente. Infatti, Amedeo aveva ereditato metà del patrimonio paterno, e avrebbe ricevuto l’altra metà solo se avesse avuto un figlio o se fosse rimasto vedovo. Poiché il bambino era morto, uccidere la moglie avrebbe rappresentato l’unico modo per ricevere l’intera eredità.
Dopo l’arresto, Don Matteo nota un guanto che riconosce come identico a quello indossato dalla donna che gli aveva affidato il neonato. La cameriera conferma che apparteneva a Ombretta, ex cameriera e sarta: a questo punto potrebbe essere stata lei, e non Elena, a lasciare il bambino in canonica. Don Matteo scopre anche che Elena avrebbe partorito presso la clinica Villa Salus. Lì, una suora conferma il parto, ma dai registri telefonici emerge sempre un prefisso straniero: è possibile che la donna ritrovata nel lago non fosse Elena, ma una straniera.
Nel frattempo, la sindaca Laura trova vicino al lago un paio di forbici da sarta, con le impronte di Ombretta, compatibili con i segni di colluttazione: Ombretta viene arrestata, pur professandosi innocente. In carcere, Ombretta riceve la visita di Don Matteo e racconta la sua versione: dopo essere stata licenziata con una liquidazione, era tornata dai Mirti per chiedere altro denaro poiché era disoccupata e con precedenti per spaccio, quindi rischiava di perdere l’affidamento del figlio. Alla porta dei Mirti, Ombretta era stata però respinta da un Amedeo dai vestiti bagnati e l'espressione sconvolta. Non riuscendo a parlare con Elena, Ombretta aveva deciso di affidare il neonato a Don Matteo.
Il prete capisce quindi che che Amedeo nasconde qualcosa e torna a casa sua. Lì trova una donna bionda: è proprio Elena, ancora viva. Con voce debole, la donna racconta tutto: non era mai rimasta incinta, ma aveva architettato con il marito un piano per adottare illegalmente un bambino. Avevano convinto Nadja, una clandestina rumena incinta – forse dello stesso Amedeo – a fingersi Elena e a partorire con il suo nome alla clinica. In cambio, avrebbero dato a Nadja una grossa somma, ricavata dalla seconda metà dell’eredità. Ma il bambino era morto subito dopo la nascita e Amedeo, non potendo più pagare Nadja, aveva cercato di prendere tempo. Nadja, però, non voleva saperne e aveva raggiunto i coniugi al lago per affrontarli. Dopo una discussione con Elena, era scivolata in acqua. Amedeo aveva provato a salvarla, invano. Aveva quindi chiesto alla moglie di nascondersi, per fingere la sua morte e incassare l’eredità.
Elena decide infine di raccontare tutto ai Carabinieri. Ombretta viene scarcerata e si riunisce al figlio in canonica, decidendo di chiamarlo Matteo. Alla cerimonia di battesimo, il Sindaco e il Capitano sono madrina e padrino e lei promette a Ombretta che l’aiuterà a trovare un lavoro, affinché possa crescere dignitosamente il bambino.
- Altri interpreti: Graziano Piazza (Amedeo Mirti), Giuditta Saltarini (Carla Mirti), Livia Lupatelli (Ombretta Lucarelli), Valerio Base (Matteo), Brigitta Boccoli (Elena Mirti), Antonella Pepe (Suor Letizia), Corrado Solari (Angelo Donzelli), Marina Pennafina (Cristina Donzelli)
- Ascolti Italia: telespettatori 7 871 000 – share 26,50%[2]

## Tre spari nel buio
- Diretto da: Giulio Base
- Scritto da: Duccio Camerini

### Trama
Suor Amelia, religiosa umbra amica di Don Matteo, è tornata a Gubbio dopo vent'anni di missione in Africa. Il suo rientro è legato a una questione burocratica riguardante un centro di accoglienza per anziani che aveva fondato prima di partire: il terreno su cui sorge il centro apparteneva a un uomo ormai deceduto, e suo figlio, il signor Pochiero, intende ora chiuderlo. Suor Amelia è convinta di aver lasciato a Gubbio, presso la nipote Roberta (figlia del fratello), un documento che dimostra la cessione a tempo indeterminato del terreno alle suore. Si reca quindi in caserma per denunciare l'accaduto, spiegando che chiederà anche aiuto a Don Matteo. Purtroppo, però, il documento sembra sparito. Mentre la suora racconta tutto a Don Matteo in piazza, un uomo dai capelli rasati li osserva di nascosto.
Quella sera, Roberta, la nipote della suora, trova finalmente il documento in un vecchio baule e lo mostra con entusiasmo alla zia sulla soglia di casa. Suor Amelia è felice e vuole andare subito dai Carabinieri, ma viene colpita da tre colpi di pistola sparati nel buio: da qui il titolo dell’episodio. Ferita gravemente, viene trasportata d’urgenza in ospedale, ma fortunatamente sopravvive. Ai medici e al Capitano Anceschi racconta di aver visto, al momento degli spari, solo una figura indistinta con un impermeabile chiaro.
Intanto, quella stessa sera arriva a Gubbio il celebre violinista Rodolfo Bianciardi per un concerto. Laura sembra molto colpita da lui, tanto da assistere alle prove in teatro. Il Capitano Anceschi, geloso ma ancora incapace di dichiararsi, si reca lì con il Maresciallo Cecchini fingendo che Laura abbia richiesto un sopralluogo di sicurezza, e finge anche di essere un esperto di musica classica. Il giorno dopo compra un giornale musicale e il Corriere della Sera, che riporta l’articolo sul tentato omicidio di suor Amelia. Laura, intanto, difende Simone, il custode del teatro, quando Rodolfo lo accusa di avergli rubato un violino del 1699, e arriva perfino a baciare la mano del violinista e ad invitarlo a cena, sotto lo sguardo incredulo del Capitano. Anceschi e Cecchini riescono a sabotare la cena mettendo troppo sale nei piatti.
La prima sospettata dell’attentato è Eleonora Cicogna, moglie di un ricco imprenditore siciliano: Roberta sostiene di averla intravista correre via subito dopo gli spari, salendo di fretta su un’auto. Eleonora però afferma di essersi spaventata dopo aver udito i colpi. In caserma viene raggiunta dal marito, che la difende dicendo di essere stato a cena con il suo socio d'affari Manzi, mentre lei era lì ad aspettarlo. Viene quindi rilasciata, ma inizia a sospettare proprio del marito, che quella sera era uscito di casa senza avvisarla.
Anche il signor Pochiero viene interrogato, ma fornisce un alibi che viene confermato da un altro carabiniere.
Un altro sospettato è Luciano Camporeschi, ex fidanzato di una donna che, anche grazie al sostegno di suor Amelia, aveva scelto di prendere i voti. Roberta, infatti, trova nello stesso baule delle lettere anonime piene di rancore verso la suora. Si scopre inoltre che l’uomo dai capelli rasati che spiava Don Matteo e Suor Amelia era proprio lui. Convocato in caserma, Luciano viene posto in stato di fermo pur dichiarandosi innocente: nel suo ufficio sono stati trovati molti articoli sulla suora. Tuttavia, la stessa suor Amelia, visitata dal Capitano in ospedale, afferma che Luciano è innocente: se avesse voluto vendicarsi, l’avrebbe fatto molto tempo prima. Poco dopo, alla visita del medico, ricorda anche che l’aggressore non aveva la barba.
Don Matteo riceve un invito da Eleonora Cicogna, che gli confida di notare strani comportamenti nel marito. Questi, però, minimizza, sostenendo che la moglie è sempre stata molto emotiva. Don Matteo inizia a sospettare che il signor Cicogna stia coprendo la moglie, e il dubbio aumenta quando i Carabinieri scoprono che il signor Manzi non si trovava a Gubbio la sera degli spari (e quindi liberano Luciano, ormai chiarmente innocente).
Più tardi, dal barbiere, Don Matteo nota una rivista con un articolo su un giovane imprenditore siciliano, il signor Sanza, che si era suicidato dopo il fallimento della sua azienda: Sanza somiglia moltissimo al signor Cicogna, con l’unica differenza che aveva la barba; Suor Amelia, che lo aveva conosciuto in passato, conferma la somiglianza. Don Matteo si reca così a casa dei Cicogna, dove il marito confessa: era proprio lui il signor Sanza. Egli, dopo fallimento dell’azienda in Sicilia, aveva simulato il suicidio e si era trasferito in Umbria con una nuova identità, aveva avviato un’altra attività e poi conoscoiuto e sposato Elenora. Avendo visto suor Amelia tornare a Gubbio e avendo capito fosse lui, e noi i signor Pochiero, la persona che la suora voleva denunciare, aveva sparato alla suora per paura. Eleonora, intanto, confessa di aver capito tutto quando ha visto il marito che bruciava nel pagliaio un impermeabile chiaro. I Carabinieri, sopraggiunti, arrestano Cicogna, che non oppone resistenza.
La sera dell’arresto, Laura rifiuta l’invito del violinista a seguirlo a Berlino e accetta invece di andare con Flavio alla festa organizzata da Don Matteo per celebrare le dimissioni di suor Amelia. Durante la serata, grazie all'incoraggiamento della suora, Flavio finalmente trova il coraggio di dichiararsi a Laura e i due si baciano. La stagione si chiude con il loro fidanzamento… e con Don Matteo che strizza l’occhio agli spettatori
- Altri interpreti: Giulietta Revel (Eleonora Cicogna), Laura Chiatti (Roberta), Simone Colombari (Rodolfo Bianciardi), Daniele Natali (Pochiero), Franco Pistoni (Cecco), Duccio Camerini (Luciano Camporeschi), Angiolina Quinterno (Suor Amelia), Sebastiano Lo Monaco (Antonio Cicogna/Cesare Sanza), Angelo Costabile (Simone)
- Ascolti Italia: telespettatori 7 359 000 – share 26,22%[2]